# Anamnese (Liturgie)
Die christliche Liturgiewissenschaft bezeichnet mit Anamnese (von altgriechisch ἀνάμνησις, anámnēsis, „Erinnerung“) das feierliche Gedächtnis des Todes und der Auferstehung sowie des gesamten Heilshandelns Christi bei der Feier der Eucharistie.

## Geschichte
Die Anamnese kommt in der traditionellen Liturgie der Eucharistie nach den Einsetzungsworten und vor der Epiklese und drückt den Gedanken Tut dies zu meinem Gedächtnis aus. Überliefert ist die Formel der Anamnese bereits in dem ältesten vollständig erhaltenen Eucharistiegebet, der Hippolyt von Rom (gest. um 235) zugeschriebenen Traditio Apostolica. Hier wird das Gedenken an Christi Heilswirken verbunden mit der Darbringung der eucharistischen Elemente durch den Priester. Bereits im Lukasevangelium (Lk 22,19 ) und im ersten Brief an die Korinther (1 Kor 11,24–25 ) lesen wir den Aufruf Jesu, das Brot als seinen Leib zu brechen, zu seinem Gedächtnis (Das ist mein Leib für euch. Tut dies zu meinem Gedächtnis!)

## Römisch-katholische Liturgie
In der römisch-katholischen Kirche gehört die Anamnese zum Hochgebet. Es gibt dabei verschiedene Formulierungen. Beispiele:

„Darum, gütiger Vater, feiern wir, deine Diener und dein heiliges Volk, das Gedächtnis deines Sohnes, unseres Herrn Jesus Christus. Wir verkünden sein heilbringendes Leiden, seine Auferstehung von den Toten und seine glorreiche Himmelfahrt. So bringen wir aus den Gaben, die du uns geschenkt hast, dir, dem erhabenen Gott, die reine, heilige und makellose Opfergabe dar: das Brot des Lebens und den Kelch des ewigen Heiles.“

„Darum, gütiger Vater, feiern wir das Gedächtnis des Todes und der Auferstehung deines Sohnes und bringen dir so das Brot des Lebens und den Kelch des Heiles dar. Wir danken dir, dass du uns berufen hast, vor dir zu stehen und dir zu dienen. Wir bitten dich: Schenke uns Anteil an Christi Leib und Blut, und lass uns eins werden durch den Heiligen Geist.“

## Anglikanische Liturgie
Die verschiedenen Formen des Book of Common Prayer in den verschiedenen Kirchen der Anglikanischen Gemeinschaft kennen auch die Anamnese, die zwischen Einsetzungsworte und Epiklese kommt. In vielen, aber nicht in allen, werden die Elemente von Brot und Wein bzw. die „Geschenke“ (womit die Elemente gemeint sind) explizit genannt.

## Orthodoxe Liturgie
Auch in der orthodoxen Liturgie folgt die Anamnese auf die Einsetzungsworte. Eine Besonderheit dabei ist, dass sie sich an Christus wenden. Die Anamnesegebete lassen sich in drei Phasen einteilen: 
1. Überleitung vom Einsetzungsbericht
2. Aufzählung der Mysterien Christi
3. Gebet der Opferdarbringung

## Lutherische Liturgie
Die Reformatoren kritisierten an den Hochgebeten, dass durch Textformulierungen, wie die erneute Opferdarbringung, die Wohltat Gottes an uns zu einem Werk des Menschen an Gott verkehrt werde. Die Liturgiereform durch Martin Luther hat die Elemente aus der Anamnese herausgenommen, die nach seiner Meinung Christi Heilswerk schmälern. Überarbeitete Texte der Anamnese haben heute wieder Eingang in die Messliturgie der lutherischen Kirche, besonders durch die Evangelisch-Lutherische Kirchenagende der Selbständigen Evangelisch-Lutherischen Kirche, gefunden. Beispiel eines Anamnesegebetes:

„So gedenken wir vor dir, Herr, himmlischer Vater, deines Sohnes. Er ist am Kreuz gestorben und am dritten Tage auferstanden. Ihm ist gegeben alle Gewalt im Himmel und auf Erden, und er vertritt uns allezeit vor dir. Gedenke, Herr, deiner Kirche hier und an allen Orten. Schenke ihr Eintracht und Frieden. Bringe zusammen, die du erwählt hast von den Enden der Erde zu einem heiligen Volk. Vollende dein Reich in Ewigkeit und versammle uns zum himmlischen Mahl deines Sohnes. Durch ihn und mit ihm und in ihm sei dir, Gott, allmächtiger Vater, in der Einheit des Heiligen Geistes alle Herrlichkeit und Ehre jetzt und in Ewigkeit. Amen.“

## Ökumene
In der Lima-Liturgie des Ökumenischen Rats der Kirchen lautet die Anamnese:

„Priester: Darum, o Herr, feiern wir heute das Gedächtnis unserer Erlösung: die Geburt und das Leben Deines Sohnes unter uns, seine Taufe durch Johannes, sein letztes Mahl mit den Aposteln, seinen Tod und Abstieg in das Reich der Toten. Wir verkünden Christi glorreiche Auferstehung und Auffahrt in den Himmel, wo er als unser großer Hoherpriester für alle Menschen eintritt, und wir erwarten seine Wiederkunft in Herrlichkeit. Vereint in Christi Priestertum bringen wir vor Dich dieses Gedächtnis: Gedenke des Opfers Deines Sohnes, und gewähre allen Menschen den Segen seines Erlösungswerkes.

Gemeinde: Maranatha, der Herr kommt!“